# Бирсонима толстолистная
Бирсони́ма толстоли́стная, или нансе (лат. Byrsonima crassifolia) — растение; вид рода Бирсонима семейства Мальпигиевые.

## Описание
Невысокое вечнозелёное дерево высотой до 10 м с широкой кроной.
Листья очерёдные, кожистые, овальные с тупой или вытянутой верхушкой и клиновидным основанием, 3,2—17 см длиной и 4—7 см шириной. 
Цветки золотистого или оранжевого цвета собраны в кисти длиной до 20 см.
Плоды — круглые или слегка приплюснутые костянки, диаметром 8—12 мм, с тонкой глянцевой оранжево-жёлтой кожицей. Внутри содержится сочная белая маслянистая мякоть кислого или сладкого вкуса, часто с резким запахом. Косточка твёрдая, неправильной формы, с 1—3 семенами.

## Распространение
Родина — Латинская Америка. Культивируется также на Кубе, Ямайке, Пуэрто-Рико, Гаити, Малых Антильских островах и Филиппинах.

## Хозяйственное значение и применение

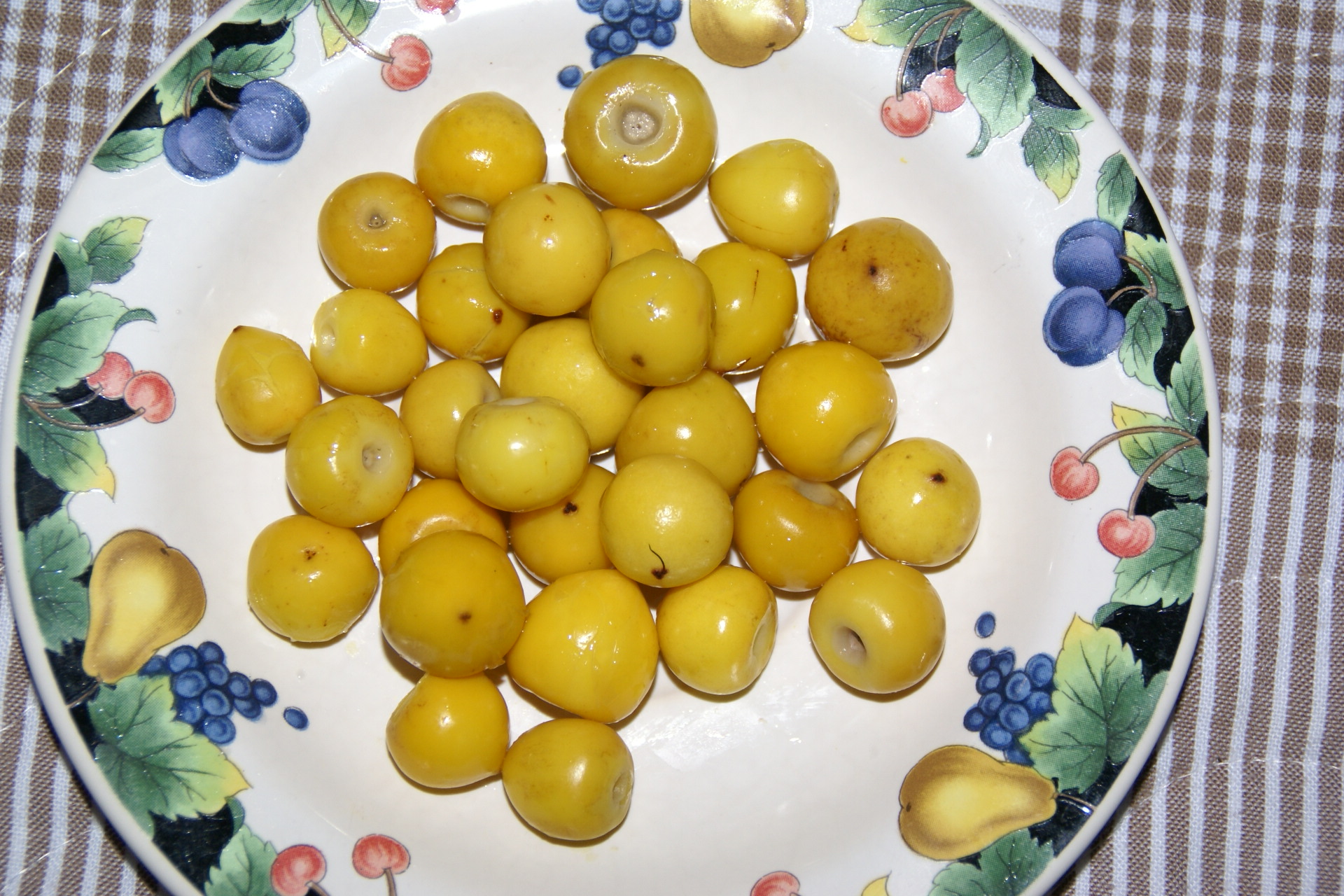
Спелые плоды

Плоды нансе съедобны в свежем виде. Иногда их отваривают и едят в качестве десерта или добавляют в супы и соусы. Из плодов делают также газированные и алкогольные напитки. Плоды на воздухе быстро портятся, но могут храниться несколько месяцев залитыми водой.
Настой коры используется как вяжущее и жаропонижающее средство. В Южной Америке кора, называемая «алькорноко», употребляется от перемежающейся лихорадки и от укусов гремучей змеи.
Недозрелые плоды иногда используют в крашении хлопчатобумажных тканей, при этом вещества, содержащиеся в кожице плодов, придают ткани слабо-коричневый оттенок.